# Ariadne (traghetto)
L'Ariadne è un traghetto di proprietà della Hellenic Seaways ed in noleggio alla Superfast Ferries.

## Servizio
Varato l'8 dicembre 1995 nel cantiere navale Mitsubishi Heavy Industries di Shimonoseki con il nome di Rainbow Bell e consegnato il 28 marzo 1996 alla Kyu-Etsu Ferry Co, prende servizio il giorno stesso nei collegamenti tra Hakata e Naoetsu.
A settembre 2001 viene disarmato a Muroran.
A luglio 2002 viene noleggiato alla Shuttle Highway Line ed impiegato sulla Kyushu-Yokosuka.
Il 25 agosto 2005 viene venduto alla Miyazaki Car Ferry e ribattezzato Ferry Himuka.

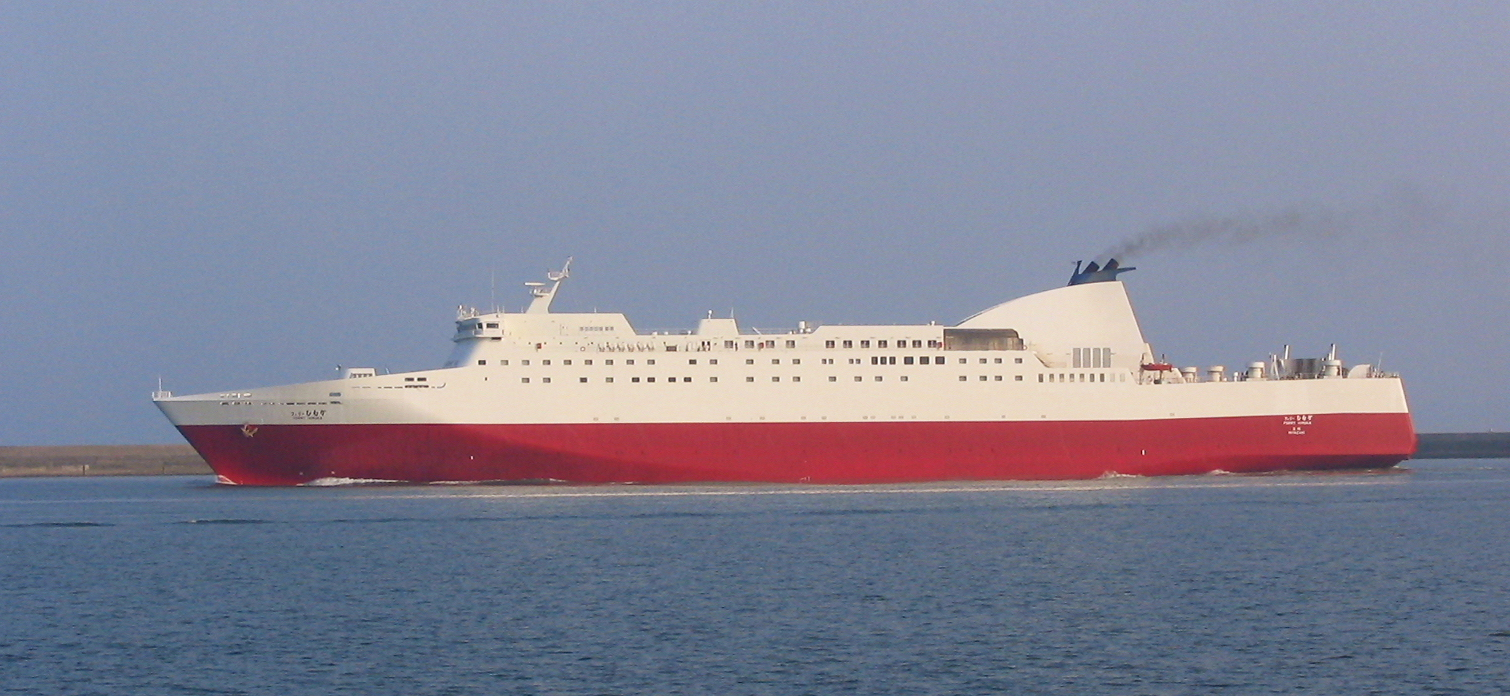
Il Ferry Himuka a Miyazaki nel 2005.

Il 2 ottobre 2006 viene venduto alla HMS Maritime e, poco meno di un mese dopo, rivenduto alla Hellenic Seaways. L'8 dicembre successivo viene consegnato al nuovo armatore e ribattezzato Ariadne, salpando il 15 dicembre per Keratsini, dove giunge il 1º gennaio.
Il 25 settembre 2007, dopo esser stato sottoposto ad intensi lavori di ristrutturazione, prende servizio nei collegamenti tra Il Pireo e La Canea.
Dal 9 gennaio a marzo 2008 viene noleggiato alla Minoan Lines ed impiegato sulla Patrasso-Igoumenitsa-Venezia. Terminato il noleggio, viene disarmato a Il Pireo.
Ad aprile 2008 viene noleggiato alla Anek Lines ed impiegato sulla Il Pireo-La Canea.
Da ottobre a dicembre 2008 torna in noleggio ad Anek Lines e viene impiegato sulla Venezia-Igoumenitsa-Patrasso.
Dal 20 maggio al 2 ottobre 2009 viene noleggiato ad Algérie Ferries ed impiegato nei collegamenti tra Orano, Marsiglia, Algeri ed Alicante. Terminato il noleggio, da metà ottobre riprende il servizio nei collegamenti tra Il Pireo e Candia.
Da dicembre 2009 a febbraio 2010 opera, prima sulla Il Pireo-Chio-Mitilene-Lemno-Salonicco e, successivamente nei collegamenti tra Patrasso, Igoumenitsa, Corfù ed Ancona/Venezia. Dal 26 febbraio viene disarmato a Perama.
Dal 16 maggio ad ottobre 2010 viene noleggiato ad Algérie Ferries ed impiegato nei collegamenti tra Orano, Marsiglia, Algeri ed Alicante. Il 7 ottobre viene di nuovo disarmato a Perama.

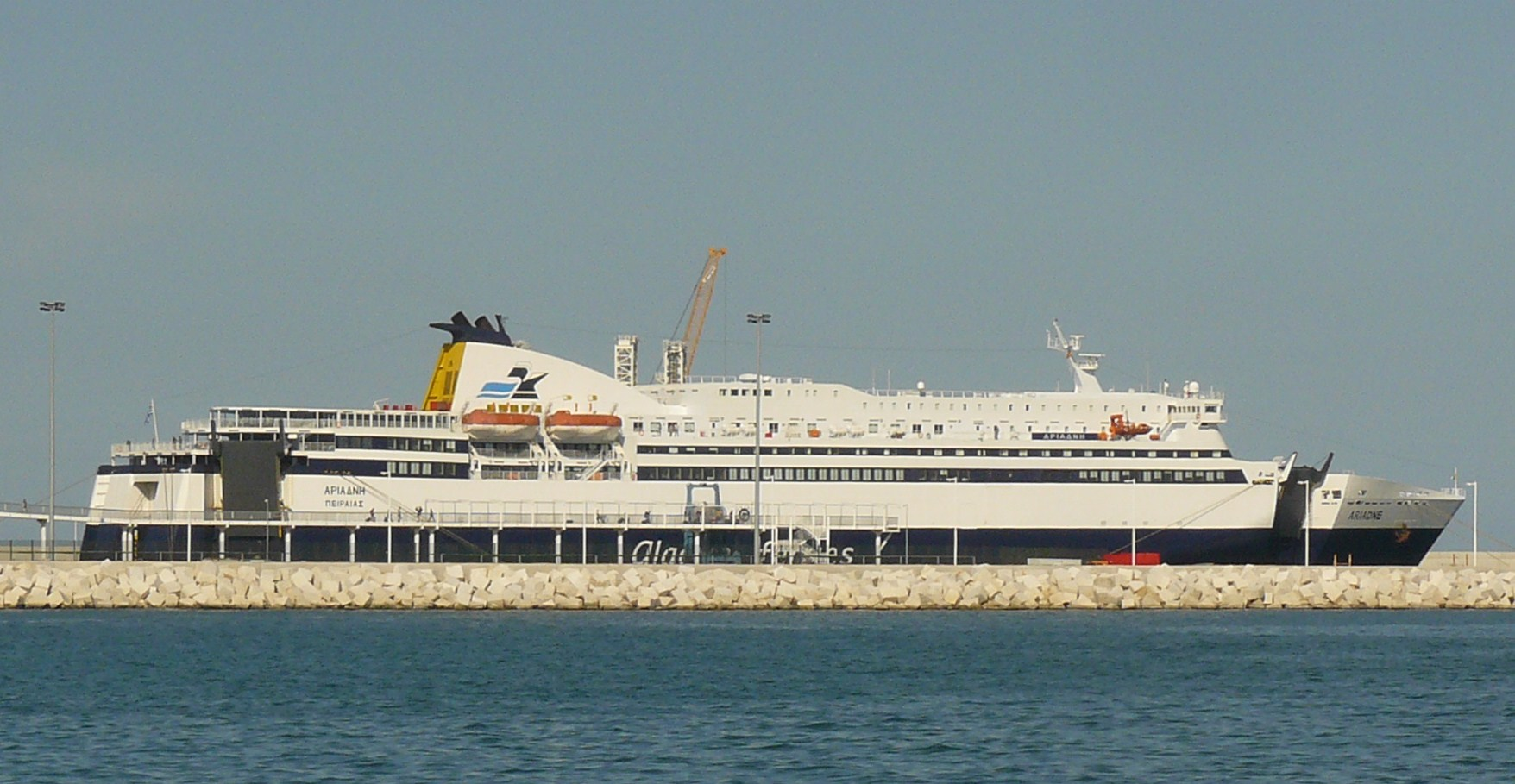
L'Ariadne ormeggiato ad Alicante sotto le insegne di Algérie Ferries.

Dal 10 novembre 2010 al 31 gennaio 2011 opera sulla Patrasso-Igoumenitsa-Corfù-Venezia. Successivamente viene disarmato per circa un mese a Il Pireo, tornando poi in servizio a fine febbraio sulla stessa rotta.
Dal 6 maggio al 5 ottobre 2011 viene noleggiato ad Algérie Ferries ed impiegato nei collegamenti tra Orano, Marsiglia, Algeri ed Alicante. Successivamente viene disarmato a Perama, tornando in servizio solo nel giugno del 2012, di nuovo in noleggio ad Algérie Ferries sulla stessa rotta.

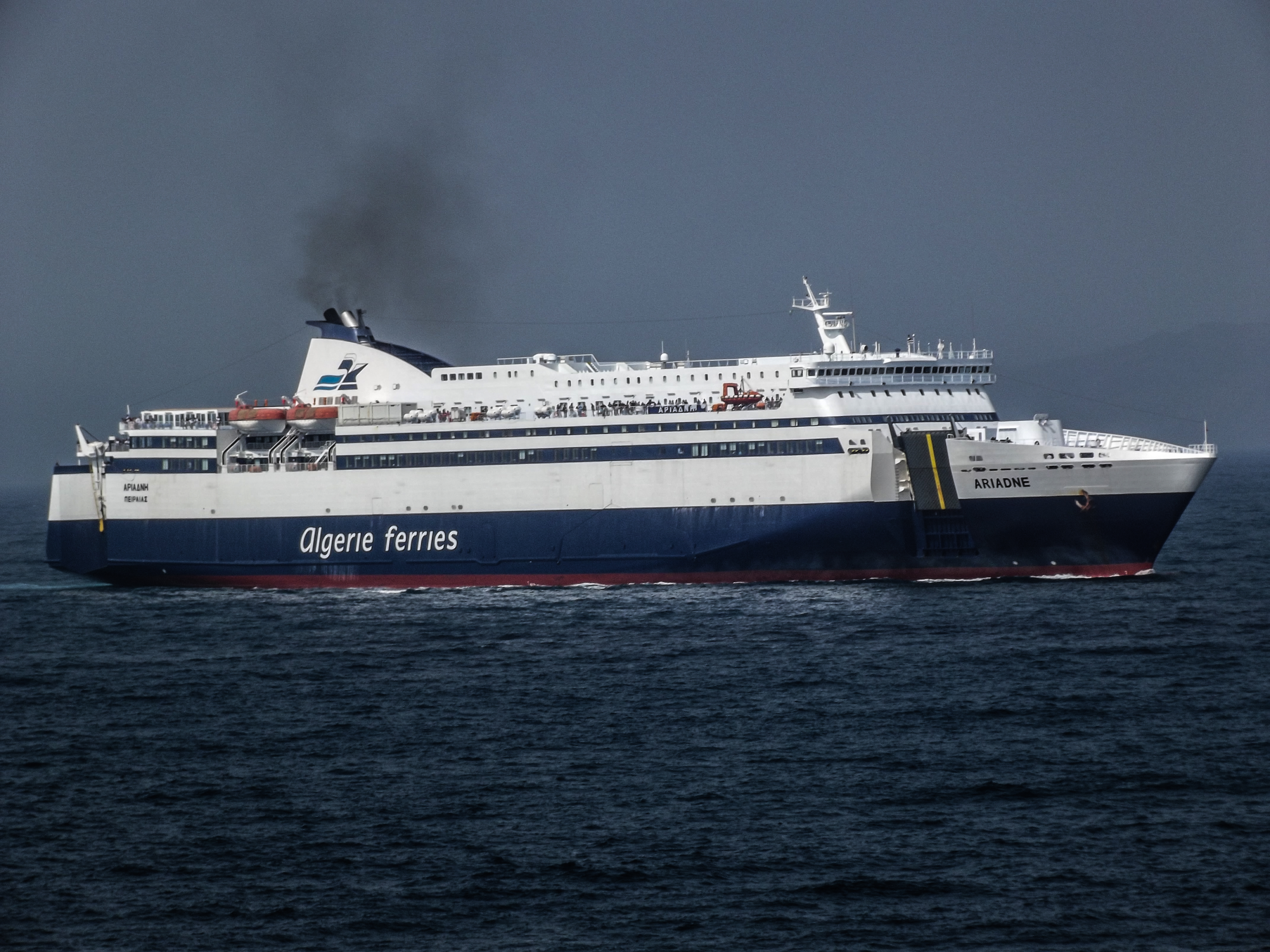
L'Ariadne in navigazione nel 2012.

Dal 9 ottobre al 21 novembre 2012 viene impiegato per due traversate tra Alessandretta, Caifa, Limassol ed Il Pireo.
Dal 19 giugno al 15 luglio 2013 opera sulla Il Pireo-Chio-Mitilene.
Dal 24 luglio al 21 settembre 2013 viene noleggiato alla Algérie Ferries ed impiegato nei collegamenti tra Orano, Marsiglia, Algeri ed Alicante. Successivamente viene disarmato a Il Pireo. Dal 21 ottobre 2013 torna in servizio sulla vecchia rotta per Hellenic Seaways.
Da marzo 2018 a gennaio 2021 viene noleggiato alla Tirrenia CIN ed impiegato nei collegamenti tra Napoli, Cagliari e Palermo. Terminato il noleggio, riprende regolarmente il servizio per Hellenic Seaways.

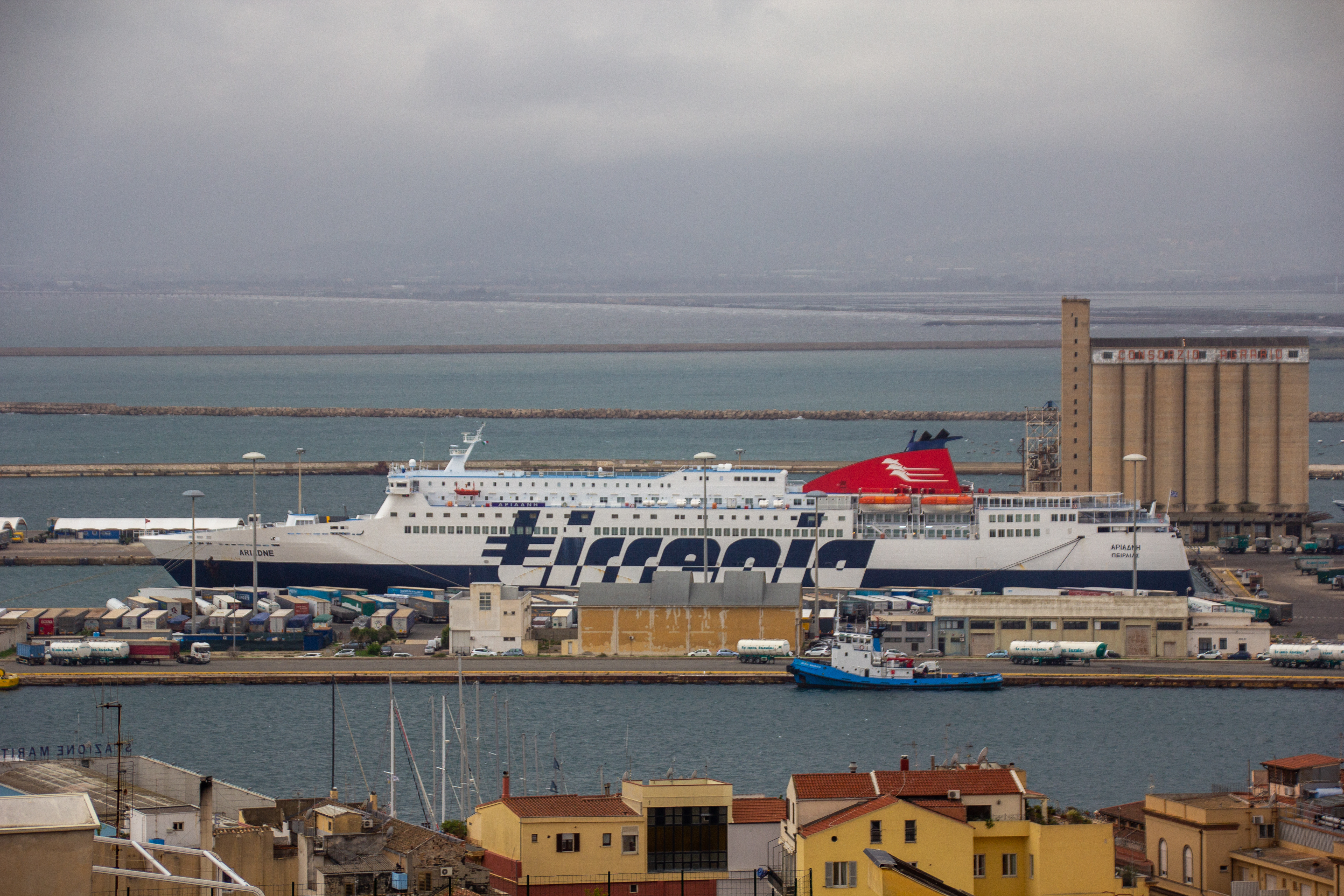
L'Ariadne ormeggiato a Cagliari nel 2019.

A dicembre 2023, con l'acquisizione del gruppo Attica, a cui fanno capo Hellenic Seaways, Anek Lines e Superfast, viene trasferito nella flotta di quest'ultima ed impiegato a partire dal 15 dicembre sulla Patrasso-Igoumenitsa-Ancona.
A marzo 2024 viene brevemente noleggiato ad Algérie Ferries ed impiegato nei collegamenti con il Maghreb in sostituzione del Badji Mokhtar III. Terminato il noleggio, fa ritorno in Grecia.
Il 6 maggio 2024, con il ritiro dal servizio attivo del Kriti II, viene brevemente subnoleggiato alla Anek Lines ed impiegato sulla Il Pireo-Candia. Successivamente torna in servizio per Superfast.
Il 31 maggio 2025, dopo una breve sosta in cantiere a Perama, prende servizio nei collegamenti tra Il Pireo ed Candia in sostituzione dell'Asterion II.

## Navi gemelle
- New Golden Bridge V (ex Rainbow Love)